# Yin Lichuan
Yin Lichuan (chinois simplifié : 尹 丽 川) (née en 1973) est une écrivaine, poétesse et réalisatrice chinoise. 

## Biographie
Elle est diplômée de l’Université de Pékin en littérature occidentale, et de l’ESEC (École supérieure d'études cinématographiques à Paris) en cinéma. En 1999, à son retour en Chine, elle se lance dans l'écriture de poésie sur internet, se faisant remarquer par son style non-conformiste .
Elle passe à la réalisation en 2007 avec Le Jardin public (zh) qui remporte le prix FIPRESCI du Festival de Mannheim-Heidelberg. En 2009, Portrait de femmes chinoises remporte le grand prix du jury du Festival international du film de femmes de Créteil.
En 2010 elle co-adapte Ai Mi pour Zhang Yimou avec Sous l'aubépine.

## Œuvre littéraire (traduction en français)
- 2006 : Comment m'est venue ma philosophie de la vie (trad. Hélène Oskanian), Arles, Éditions Philippe Picquier, 2006, 142 p. (ISBN 978-2-87730-905-9)

## Filmographie

### Réalisation
- 2007 : Le Jardin public (zh) (Gongyuan)[3]
- 2009 : Portrait de femmes chinoises (Niu lang zhi nu)
- 2011 : Yu shi shang tong ju
- 2020 : Ting jian ta shuo (mini série)

### Scénario uniquement
- 2010 : Sous l'aubépine (Shan zha shu zhi lian) de Zhang Yimou, écrit avec Gu Xiaobai et Ah Mei